# Praktsparv
Praktsparv (Emberiza elegans) är en asiatisk fågel i familjen fältsparvar inom ordningen tättingar. Den både häckar och övervintrar i östra Asien. Fynd av arten i Europa, bland annat i Sverige, anses inte med säkerhet utgöra vilda fåglar. IUCN kategoriserar den som livskraftig.

## Utseende och läte
Praktsparven är en medelstor fältsparv, 15–16 centimeter lång. Den gör skäl för sitt namn där hanen är omisskännlig genom sin vackra kombination av svart, vitt och bjärt gult. Den har svart på kronan (som den kan resa till en tofs), hakan och en mask över ögat. I övrigt är huvudet gult, undersidan vit med några kastanejfärgade streck och ovansidan streckat brun. Stjärten är brunsvart med vita yttre stjärtpennor. Honan är mindre kontrastrik och har aldrig svart hake.

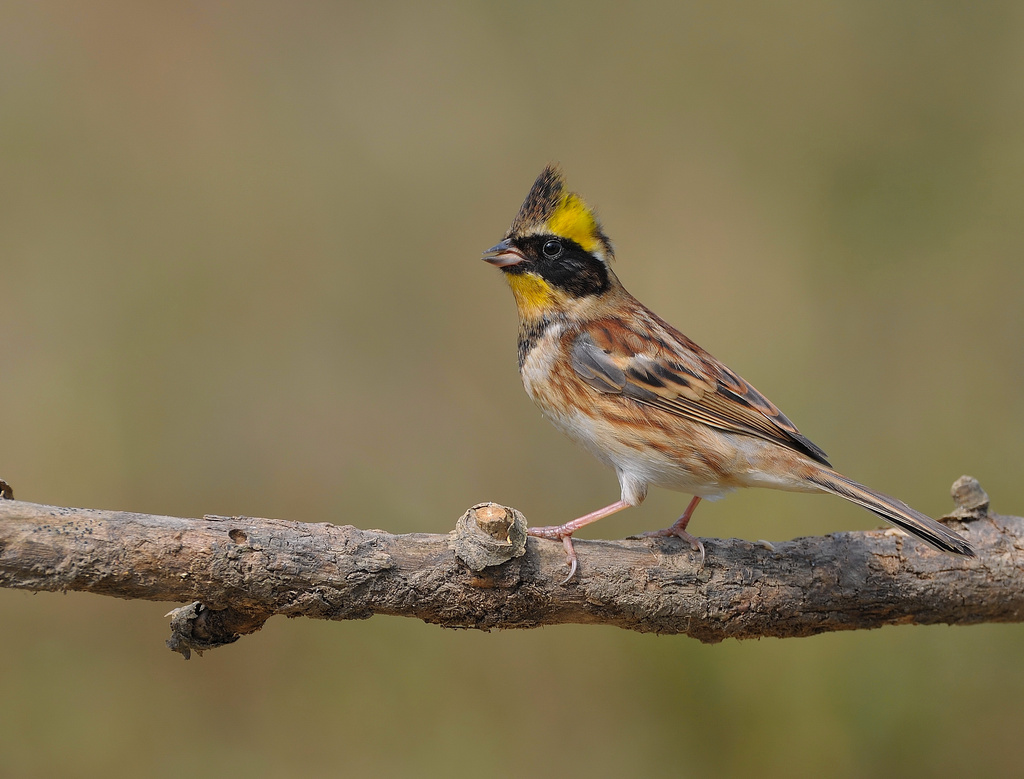
Hane.

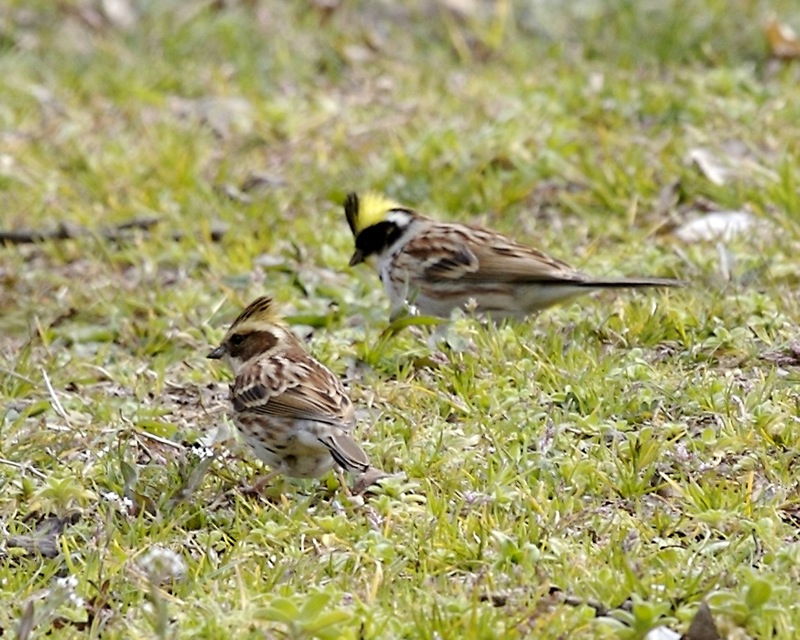
Hane och hona.

Sången är ett en lång relativt monoton kvittrande ramsa, påminnande om videsparvens sång. Även locklätet, ett vasst tzik är också likt videsparven.

## Utbredning och systematik
Praktsparven häckar i östra Asien i två skilda områden, dels i sydvästra Kina, dels i nordöstra Kina, sydostligaste Ryssland och på Koreahalvön. Även övervintringsområdena skiljer sig åt. Den delas in i tre underarter med följande utbredning:
- Emberiza elegans elegans – Manchuriet och Nordkorea, övervintrar i Sydkorea, Japan och östra Kina
- Emberiza elegans ticehursti – östra Amurland, övervintrar från nordöstra Kina till Shandong-provinsen
- Emberiza elegans elegantula – bergstrakter i sydvästra Kina, övervintrar i nordöstra Myanmar

Underarten ticehursti inkluderas ofta i nominatformen.
Arten har observerats i Sverige vid fyra tillfällen men det kan inte uteslutas att det rört sig om förrymda burfåglar.

### Släktestillhörighet
Praktsparv placeras traditionellt i släktet Emberiza, men vissa auktoriteter delar upp detta i flera mindre släkten. Arten förs då tillsammans med exempelvis sävsparv och videsparv till Schoeniclus. Dess närmaste släkting är förvånande nog den i fjäderdräkten avvikande arten skiffersparv (Emberiza siemsseni) som tidigare placerades i ett eget släkte, Latoucheornis.

## Ekologi
Fågeln häckar i torr lövskog eller blandskog, i snår, buskage, skogskanter, ofta nära forsar och åar. Honan lägger fyra till sex ägg som hon ruvar själv i tolv till 14 dagar i boet som placeras på marken under en buske. Under häckningssäsongen lever den mest av ryggradslösa djur, men också frön.

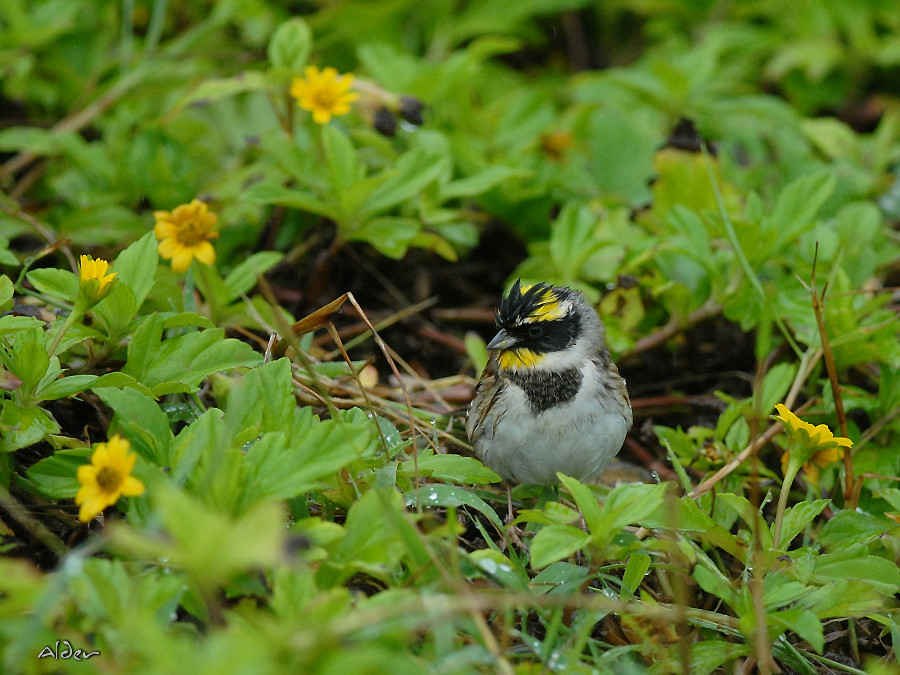
Hane fotograferad i Taiwan.

## Status och hot
Arten har ett stort utbredningsområde och en stor population med stabil utveckling. Utifrån dessa kriterier kategoriserar IUCN arten som livskraftig (LC). Världspopulationen har inte uppskattats men den beskrivs som relativt vanlig.